# 김유근 (1958년)
김유근(金有根, 1958년 12월 29일 ~ )은 육군 중장 예편한 대한민국의 군인 출신 관료이다. 국가안보실 제1차장 직책에 있는 그는 2020년 7월 2일을 기하여 국가안보실장 직무대리 직책을 겸직 수행하여 국가안보실장 직무 및 직책을 대신 수행하고 있었다가 2020년 7월 23일 국가안보실 제1차장 겸 실장 직무대리에서 하차하고 후임 차장 겸 실장 직무대리 직책에 서주석 교수가 임명되었다. 현재는 군인공제회 제15대 이사장으로 취임했다.(2021년 2월 15일 취임)

## 주요 이력

### 주요 경력
- 육군본부 전략전력기획처 처장
- 육군 제8사단장
- 합동참모본부 작전기획부 부장
- 육군 제8군단장
- 육군참모차장
- 합동참모차장
- 육군 중장 예편(2015년 4월)
- 국가안보실 제1차장
- 국가안보실장 직무대리
- 군인공제회 이사장(2021년 2월)

### 학력
- 덕성초 졸업(1970년)
- 대성중 졸업(1973년)
- 청석고 졸업(1976년)
- 대한민국 육군사관학교 36기 문학사(1980년)
- 대한민국 육군보병학교 수료(1985년)
- 대한민국 국방대학교 36기 행정학사(1991년)